# Рідня (фільм)
«Рідня» (рос. «Родня») — радянський трагікомедійний кінофільм, знятий режисером Микитою Михалковим за сценарієм Віктора Мережка в 1981 році.

## Сюжет
Сільська жінка Марія Василівна Коновалова їде до обласного центру провідати дочку Ніну і улюблену внучку Іринку. Добра і простодушна жінка ніяк не припускала, в якому світі живуть її найдорожчі і, мабуть, єдино близькі їй люди. Намагаючись розібратися з допомогою своїх сільських уявлень про життя в складних відносинах дочки з колишнім чоловіком, вона приносить їм і собі чимало прикрощів.

## У ролях
- Нонна Мордюкова —  Марія Василівна Коновалова
- Світлана Крючкова —  Ніна, дочка Марії Коновалової
- Андрій Петров —  Юрій Миколайович Ляпін, головний інженер рибного заводу
- Юрій Богатирьов —  Станіслав Павлович (Тасик), чоловік Ніни
- Федір Стуков —  Іришка, внучка Марії Коновалової, дочка Ніни і Станіслава
- Іван Бортник —  Володимир Іванович Коновалов (Вовчик), колишній чоловік Марії Коновалової, батько Ніни
- Олег Меньшиков —  Кирило, син Володимира Коновалова від другого шлюбу
- Володимир Хотиненко —  Варелик, мотоцикліст, сусід Володимира Коновалова
- Микита Михалков —  офіціант
- Олександр Адабаш'ян —  офіціант Саня / скляр на пероні
- Павло Лебешев —  кухар в ресторані
- Всеволод Ларіонов —  генерал-лейтенант
- Римма Маркова —  Римма Василівна, адміністратор в готелі
- Сергій Газаров —  гість на проводах Кирила
- Юрій Гусєв —  ад'ютант генерала, майор
- Руслан Ахметов —  водій таксі
- Євген Цимбал —  епізод
- Лариса Кузнецова —  Лара, супутниця Станіслава в ресторані

## Місце зйомок
Фільм переважно знято у Дніпрі. У кадр попали Сурська станція, Південний вокзал, парк Глоби з його дитячою залізницею та Літнім театром, сходи у парку Шевченка, Монастирський острів, кадри Січеславської набережної та стадіон "Метеор".
Дніпро було обрано тому, що там мешкав рідний брат сценариста фільму Віктора Мережка — Юрій. Також сцена в ресторані знята у Пущино (Московська область), бігун — на Республіканському стадіоні у Києві.

## Знімальна група
- Режисер — Микита Михалков
- Сценарист — Віктор Мережко
- Оператор — Павло Лебешев
- Композитор — Едуард Артем'єв
- Художники — Олександр Адабаш'ян, Олександр Самулекін